# Tilstand (film)
|  | Denne artikel er oprettet af botten Steenthbot ud fra en ekstern database. Den kan derfor have sproglige fejl eller mangler. Denne skabelon kan fjernes efter kontrol af indholdet. |

 For alternative betydninger, se Tilstand. (Se også artikler, som begynder med Tilstand)
Tilstand er en dansk kortfilm fra 2011 instrueret af Cecilie McNair.

## Handling
En ung kvinde kommer ud af fatning, da hendes nye store kærlighed ikke returnerer hendes telefonopkald.

## Medvirkende
- Katrine Greis-Rosenthal, Viola
- Kenneth M. Christensen, Mads
- Anders Heinrichsen, Christian
- Magnus Bruun, Toby
- Sara Topp Østergaard, Sara
- Julie Riis, Mads' kone